# 프로이센
프로이센(독일어: Preußen 프로이센[*], 영어: Prussia 프러시아[*], 고대 프로이센어: Prūsa, 폴란드어: Prusy 프루시[*], 리투아니아어: Prūsai 프루사이, 라틴어: Borussia, Prutenia, 라트비아어: Prūsija 프루시야)은 16세기 튜턴 기사단국으로부터 성립하여 1918년까지는 호엔촐레른가의 왕국, 1947년까지는 독일 북부의 주(州)로 존속한 영토였다.

## 어원
'프로이센'(Preußen)이라는 지명은 이 지역에 중세 초부터 살다가 독일인에 의해 정복된 발트족의 일파인 프루스인(Pruss, 고대 프로이센어: Prūsa)에서 유래했다.

## 역사

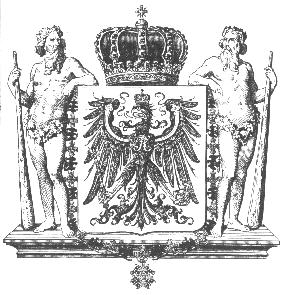
프로이센의 문장(紋章, 1701년)

### 초기
고대에는 발트계의 프루스(Pruss)인이 살았으나, 12세기, 13세기경 동독일 식민운동, 튜턴 기사단의 정복 등을 거쳐 구츠헤르샤프트의 기초가 확립되었다. 1525년에 튜턴 기사단국은 프로이센 공국으로 되어 호엔촐레른가의 지배하에 놓이게 되었고, 1618년 브란덴부르크 선제후 지기스문트가 공국을 상속하게 되어 브란덴부르크-프로이센의 동군연합이 성립되었다.

### 왕국 성립
1657년 선제후 프리드리히 빌헬름이 폴란드의 종주권에서 벗어나 1701년 브란덴부르크를 중심으로 왕국이 되었으며, 프리드리히 빌헬름이 프리드리히 1세로서 즉위하였다. 그 이후 급속히 중앙집권화를 추진시켜 관료제를 정비하고 군대를 강화하여 구츠해르를 중심으로 프로이센 형(型)의 절대주의 체제를 확립했다.
18세기에 들어서자 프리드리히 2세는 국내의 절대주의를 강화하는 동시에 오스트리아 왕위계승전쟁, 7년 전쟁 등의 외정을 통하여 슐레지엔, 서프로이센을 병합함으로써 분산적이었던 영토의 통일을 일보진전시켰다.

### 나폴레옹 전쟁과 독일 통일
18세기 말부터 프랑스 혁명에 대항하여 대프랑스 동맹에 참가하였으며, 또한 3회에 걸친 폴란드 분할에 참여하였다. 그러나 나폴레옹의 출현으로 예나·아우어슈테트 싸움에서 패배하고 1807년 틸지트 화약을 체결하여 나폴레옹의 지배를 받게 되었다. 이 패전을 계기로 슈타인, 하르덴베르크에 의한 프로이센 개혁이 단행되었으며 대나폴레옹 해방전쟁에도 성공하였고, 이어 빈 체제하의 반동시대에 돌입하였다.
자유·통일 운동을 억압하다가 1848년의 3월 혁명을 맞았으나 실패로 끝나고, 융커적 지배 체제를 다시 강화하였다. 그러나 반면 관세동맹을 주최하여 통일에 일보 전진하였다. 이 무렵부터 독일 통일에 관하여 오스트리아와 다투었으나 비스마르크가 나타나면서 군비를 강화하고, 1866년 프로이센-오스트리아 전쟁에서 승리하여 독일 연방을 해산시키고 북독일 연방을 건설하였다. 또한 프로이센-프랑스 전쟁의 결과 1871년 독일제국이 성립하였는데, 독일제국은 반프로이센주의를 억압하며 프로이센주의를 추진해 나갔다.
프로이센은 1864년 덴마크와의 전쟁으로 슐레스비히와 홀슈타인 지방을 획득하였다. 프리드리히 2세는 계몽군주를 자처하며 강력한 국력을 키워나갔다. 1866년 프로이센-오스트리아 전쟁의 결과로 오스트리아가 독일 연방에서 밀려나자, 프로이센은 독일 내의 최대 강국이 되었다. 1870년 프로이센-프랑스 전쟁의 승리로 프로이센 왕 빌헬름 1세가 베르사유 궁전에서 즉위하며 프로이센을 맹주로 한 독일제국이 성립하였다.

### 세계 대전과 해체
1919년 제1차 세계대전에서 패망하며 빌헬름 2세가 퇴위하고, 독일 제국은 무너지며 프로이센도 바이마르 공화국의 일부가 되었다. 이후 나치의 출현으로 이 공화국도 소멸되었으나, 이후에도 한동안 실질적으로는 프로이센적인 요소가 군부 등에 그대로 남아 있었다.
1945년 제2차 세계 대전 패전 당시에 프로이센은 독일의 한 개의 주로서 존속하고 있었지만 연합국은 프로이센을 해체시키기로 결정하여 1947년 2월 25일, 프로이센은 완전히 해체되었다.

## 프로이센의 주

### 독일동맹에 가입한 10개 주 (1815년)
1. 브란덴부르크 (베를린)
2. 오스트프로이센 (쾨니히스베르크)
3. 베스트프로이센 (단치히)
4. 포메른 (슈테틴)
5. 슐레지엔 (브레슬라우)
6. 포젠
7. 윌리히클레베베르크
8. 니더라인
9. 베스트팔렌 (뮌스터)
10. 작센 (마그데부르크)

이 열 개 지방 가운데에서 1822년 ‘윌리히 클레베 베르크’와 ‘니더라인’이 병합하여 라인 주가 되었으며, 1829년에는 동프로이센과 서프로이센이 합하여 프로이센의 한 주로 되었다. 1866년 이후 왕국에 합병된 다른 지역들 하노버, 헤센 나사우, 그리고 슐레스비히 홀슈타인이 왕국의 새로운 주로 들어오면서 11개의 주가 되었다. 1878년에는 프로이센주가 다시 동, 서로 나누어지므로서 12개 주가 형성되었으며 1919년에는 슐레지엔이 다시 둘로 분할되어 13개 주로 늘어났다.

### 프로이센의 14개 주 (1925년)[1]
1. 베를린
2. 브란덴부르크 (포츠담)
3. 하노버 (하노버)
4. 헤센나사우 (카셀)
5. 오스트프로이센 (동프로이센: 쾨니히스베르크)
6. 포메른 (슈테틴)
7. 포젠-베스트프로이센 변경주 (슈나이더뮐)
8. 작센 (마그데부르크)
9. 라인란트 (코블렌츠)
10. 오버슐레지엔 (상슐레지엔: 오펠른)
11. 니더슐레지엔 (하슐레지엔: 브레슬라우)
12. 슐레스비히홀슈타인 (킬)
13. 베스트팔렌 (뮌스터)
14. 호엔촐레른 (지크마링겐)

## 같이 보기
- 프로이센 왕국
- 독일 제국
- 프로이센 공국